# Tirolite
La tirolite (simbolo IMA: Tyl) è un minerale piuttosto comune appartenente alla famiglia dei "fosfati, arseniati e vanadati" con composizione chimica Ca2Cu9(AsO4)4(CO3)(OH)8 • 11H2O.
La tirolite si presenta in due politipi differenti: la tirolite-1M e la tirolite-2M, entrambe con sistema monoclino. In un primo momento si era pensato che la clinotirolite fosse identica al politipo 2M, ma successivamente è stato dimostrato essere un minerale indipendente.

## Etimologia e storia
La tirolite è stata scoperta da Wilhelm Karl Ritter von Haidinger (1795-1871) nel 1845 e inizialmente classificata come romboedrica; prende il nome dal fatto di essere stata trovata a Falkenstein, nel distretto di Schwaz, nel Tirolo austriaco.

## Classificazione
La classica nona edizione della sistematica dei minerali di Strunz, aggiornata dall'Associazione Mineralogica Internazionale (IMA) fino al 2009, elenca la tirolite nella classe "8. Fosfati, arseniati, vanadati" e nella sottoclasse "8.D Fosfati, ecc. con anioni aggiuntivi, con H2O"; questa viene ulteriormente suddivisa in base alla dimensione dei catione coinvolti e alla composizione del minerale, in modo tale da trovare la tirolite nella sezione "8.DM Con cationi di media e grande dimensione, (OH, ecc.):RO4 > 2:1" dove forma il sistema nº 8.DM.10 insieme alla fuxiaotuite.
Tale classificazione rimane invariata anche nell'edizione successiva, proseguita dal database "mindat.org" e chiamata Classificazione Strunz-mindat.
Nella Sistematica dei lapis (Lapis-Systematik) di Stefan Weiß la tirolite si trova nella classe dei "fosfati, arseniati e vanadati" e nella sottoclasse dei "fosfati [arseniati e vanadati] idrati, con anioni estranei"; qui è nella sezione dei composti con "cationi medi e molto grandi: Al-Mg e Ca-Na-K" dove forma il sistema nº VII/D.54 insieme a bleasdaleite, richelsdorfite e tangdanite.
Anche la classificazione dei minerali secondo Dana, usata principalmente nel mondo anglosassone, elenca la tirolite nella famiglia dei "fosfati, arseniati e vanadati"; qui è nella classe dei "fosfati idrati ecc., con idrossile o alogeno" e nella sottoclasse dei "fosfati idrati ecc., con idrossile o alogeno con (AB)5(XO4)2Zq • x(H2O)" dove è l'unico membro del sistema nº 42.04.03.

## Abito cristallino
La tirolite esiste in natura in due politipi ed entrambi cristallizzano nel sistema monoclino. I parametri sono i seguenti:
| Politipo    | Gruppo spaziale | Costanti di reticolo                                                 | Volume della cella |
| ----------- | --------------- | -------------------------------------------------------------------- | ------------------ |
| tirolite-1M | P2/c            | a = 27,562(3) Å, b = 5,5682(7) Å, c = 10,4662(15) Å, β = 98,074(11)° | 1590,3 Å³          |
| tirolite-2M | C2/c            | a = 54,520(6) Å, b = 5,5638(6) Å, c = 10,4647(10) Å, β = 96,432(9)°  | 3154,36 Å³         |

## Origine e giacitura

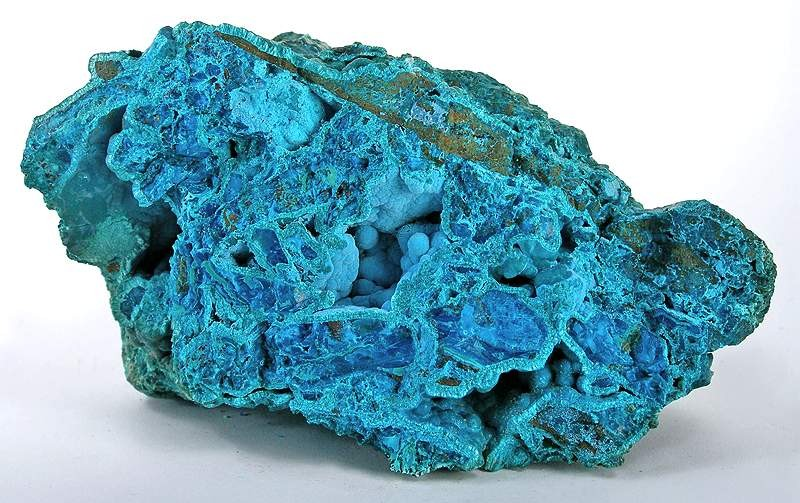
Tirolite e crisocolla; esemplare trovato nella miniera di "San Simon" nella provincia di Iquique, (regione di Tarapacá, Cile)

La tirolite è un minerale secondario non comune che si forma nella zona ossidata dei depositi idrotermali di rame, tipicamente formata dall'alterazione della tennantite; la paragenesi è con azzurrite, brochantite, crisocolla, malachite e tennantite.
La tirolite è un minerale raro; seppur trovato in molti siti sparsi per il mondo,  non è presente in abbondanti quantità. Tra i numerosi luoghi in cui il minerale è stato rinvenuto, qui si ricorda la sua località tipo, Falkenstein (47.34853°N 11.74322°E) nell'omonimo distretto minerario nel distretto di Schwaz nella regione del Tirolo austriaco.

## Forma in cui si presenta in natura
La tirolite si presenta in cristalli squamosi o simili a listelli, appiattiti su {010}, di dimensioni fino a 3 mm; sono tipicamente foliati o fibrosi e si trovano in gruppi o croste radianti.
Il minerale ha opacità da trasparente a traslucida, con lucentezza da vitrea, a serica, a perlacea. Il colore è blu-turchese o blu-verde, ma diventa verde azzurrognolo chiaro in luce trasmessa; il colore del suo striscio è più chiaro del colore, purché il minerale non sia in polvere.

## Caratteristiche fisico-chimiche
La tirolite è flessibile ed è un buon conduttore di corrente elettrica; è facilmente solubile negli acidi e in idrossido d'ammonio (NH4OH), scolorisce se riscaldata; fonde ed emana odore agliaceo.
- Densità di elettroni: 3,15 gm/cc[4]
- Indice di fermioni: 0,0004013864[4]
- Indice di bosoni: 0,9995986136[4]
- Fotoelettricità: 28,07 barn/cc
- Pleocroismo: debole: assume color verde erba chiaro lungo {\displaystyle x}, verde-giallastro chiaro lungo {\displaystyle y} e ancora verde erba chiaro lungo {\displaystyle z}[3]